# Saotis longiventris
Saotis longiventris là một loài tò vò trong họ Ichneumonidae.